# Dipartimento di Ouaninou
Il dipartimento di Ouaninou è un dipartimento della Costa d'Avorio situato nella regione di Bafing, distretto di Woroba.
La popolazione censita nel 2014 era pari a 48.805 abitanti.
Il dipartimento è suddiviso nelle sottoprefetture di Gbélo, Gouékan, Koonan, Ouaninou, Saboudougou e Santa.